# Mandelstamia
Mandelstamia is een geslacht van uitgestorven kreeftachtigen uit de klasse van de Ostracoda (mosselkreeftjes).

## Soorten
- Mandelstamia (Xeromandelstamia) horrida Wilkinson, 1983 †
- Mandelstamia (Xeromandelstamia) immanis Witte & Lissenberg, 1995 †
- Mandelstamia (Xeromandelstamia) maculata (Kilenyi, 1961) Beutler & Gruendel, 1963 †
- Mandelstamia (Xeromandelstamia) sexti (Neale, 1961) Beutler & Gruendel, 1963 †
- Mandelstamia acuta Li & Zhang, 1981 †
- Mandelstamia antarctica Fauth & Seeling in Fauth, Seeling & Luther, 2003 †
- Mandelstamia bathonica Ware & Whatley, 1980 †
- Mandelstamia bojarkensis Lev, 1983 †
- Mandelstamia brandi Plumhoff, 1963 †
- Mandelstamia costata Lev, 1958 †
- Mandelstamia grekoffi Bate, 1975 †
- Mandelstamia hirschi Rosenfeld & Honigstein, 1991 †
- Mandelstamia hulinensis Li & Zhang, 1981 †
- Mandelstamia kowalewskyi (Luebimova, 1956) Permyakova, 1978 †
- Mandelstamia linearis Lev, 1958 †
- Mandelstamia longzhuagouensis Li & Zhang, 1981 †
- Mandelstamia lubrica Lev, 1958 †
- Mandelstamia nikolaevi Kolpenskaya, 1993 †
- Mandelstamia pusilla Ware & Whatley, 1980 †
- Mandelstamia triangulata Li & Zhang, 1981 †
- Mandelstamia truncata Zhang (li), 1982 †
- Mandelstamia tuberculata Gerke & Lev, 1958 †
- Mandelstamia unispinosa Zhang (li), 1982 †
- Mandelstamia uzbekistanensis Andreev & Oertli, 1970 †